# 閃爍的青春
《閃爍的青春》是日本漫畫家咲坂伊緒的日本漫畫作品。於《別冊Margaret》（集英社）連載。
2014年7月開始播放電視動畫。同年12月真人電影上映。
改編電視劇於WOWOW播出，由出口夏希與櫻井海音雙主演。製作2季，第一季於2023年9月至11月播出、第二季於2024年1月至2月播出。

## 登場人物
吉岡雙葉（聲：內田真禮）
6月19日生，雙子座。A型。身高160cm，體重50kg(高中二年級時)。班別：（高中）1-2 → 2-2 → 3-2。
中學時代個性害羞內向也不敢和男生交流，卻意外的受男生的歡迎，也遭到女生的排擠，所以討厭男生，但洸除外。在上高中後因不想再有被排擠的痛苦回憶，因此將自己塑造成粗魯又隨便的形象，使男生敬而遠之。
對於身為「田中」或「馬淵」的洸都抱持著好感，因兩人個性的關係和成海的事感情遲遲無進展。之後被冬馬告白，並試著放下對洸的情感，接受冬馬的心意，并嘗試努力好好的對待冬馬。之後因為認清自己對洸的心意而和冬馬分手。在聖誕夜再度和洸約定七點在三角公園時鐘前見面，但洸赴約途中發生車禍，到醫院之後接受洸的告白，開始與他交往。隔天再度與洸約定在三角公園見面，最後終於成功到達（疑似詛咒之地）。最終話裏夢見洸消失，醒來後確認洸只是改回「田中」的姓，與洸擁抱。結局最後和洸回到最初相遇的神社，重新開始。
馬淵洸（聲：梶裕貴、白石涼子（幼年））
5月27日生，雙子座。O型。身高176cm，體重58kg。班別：（高中）1-特 → 2-2 → 3-2。
舊姓田中，因為雙親離婚而在中學一年級的暑假轉學，由中學時代開始就暗戀雙葉，是雙葉的初戀對象。兄長即仍然使用舊姓的田中陽一老師。
高中一年級時就讀特進班，二年級時轉入一般班級。
母親長期臥病在床直到過世，以及對於當時母親生病前只一心用功讀書而忽略與母親珍貴相處時光的自己非常自責，使得原本開朗的個性變得十分冷淡和封閉，晚上也時常流連於夜區，因為認為當時母親沒有得到的幸福自己不配擁有，在雙葉的幫忙下才逐漸敞開心房，也與父親和哥哥坦誠，後和小湊成為知心好友。
對於中學時代在新學校結識的女生成海，因其家庭因素與對自己的依賴有著不能放著不管的情感，也因此無法回應雙葉的情感，最後嘗試放下成海時，雙葉與冬馬已開始交往，對於自己的無力挽回感到懊悔，決定要挽回對雙葉的感情。與雙葉聖誕夜再度約定在三角公園時鐘前見面，但在赴約途中發生事故，向趕來醫院的雙葉承諾會變成更好的男人並且詢問雙葉是否能待在自己身邊（告白），雙葉答應便開始交往。之後某天因為意外被雙葉發現自己將貓取名為『吉岡』，便以此為契機不再叫雙葉『吉岡』而改口喚她『雙葉』。
菊池冬馬（聲：松岡禎丞）
2月1日生，水瓶座。A型。身高178.5cm，體重61kg。
其他班的男生，樂團貝斯手，因為與雙葉在圖書館發生『事故』而相識，是个很會為他人着想和害羞的男生，經常臉紅，但也極度缺乏安全感。最初認為雙葉是個吵鬧的女生，後來逐漸被雙葉吸引，並向雙葉告白，其後兩人開始交往。然後在45話，雙葉向冬馬提了分手。
槙田悠里（聲：茅野愛衣）
9月10日生，處女座。B型。身高155cm，體重44kg。
雙葉的朋友，在男生面前會緊張害羞，故而被班上的女生嫉妒排擠。對洸有好感，與雙葉既是朋友又是情敵，在煙花大會向洸告白後被拒絕。後不希望冬馬打擾雙葉與洸，現與冬馬的朋友內宮晴彥互有好感，交往中。
內宮晴彥
4月24日生，金牛座。A型。身高175cm，體重59kg。
內宮晴彥是對朋友非常好的一個人，雖然在冬馬想要追雙葉時推瀾助波，沒想到卻被悠里多次識破阻攔，也正是因多次這樣，隨後被悠里拉去相談，後來漸漸的喜歡上了槙田悠里的性格。漫畫32話本想在趁勢的輕鬆間向悠里告白，沒想到被誤會是“順便”“隨便”的態度，於是第二天鄭重的向悠裏告白，原話“並不是因為我的感情很隨便才説那種話的”。是個非常珍惜喜歡的人和朋友的人，與雙葉的朋友槙田優里交往中。
村尾修子（聲：小松未可子）
11月20日生。天蠍座，A型。身高167cm，體重49kg。
雙葉的朋友，非常漂亮，喜歡獨來獨往，對周遭的事物都擺出默不關心的態度，與雙葉、悠里成為朋友後，漸漸的展露溫柔的一面，也很關心雙葉和洸的戀情。
對田中老師有好感，甚至在志願調查表寫上要當老師的新娘。後來在文化季前一天晚上撿到田中老師的錢包，並送到他家，在老師送她回家的路途中親了老師。在27話向老師告白，老師謊稱自己並沒有對村尾動心而結束了這段感情。之後在第48話時被小湊亞耶告白，交往中。
小湊亞耶（聲：KENN）
12月3日生。射手座，A型。身高178cm，體重63kg。
洸的朋友，開朗的樂天派男生，對村尾修子有好感，即使被拒絕多次也依然不放棄，對田中老師抱有些許情敵的意識。曾看到洸的中學筆記本寫著『吉岡雙葉』，知道洸對雙葉有好感，並一直建議洸放下成海。後在第48話和村尾修子告白被接受了，交往中。
田中陽一（聲：平川大輔、進藤尚美（中學））
生日4月30日，金牛座，O型，身高180cm，體重66kg。
洸的兄長和本校老師，繼續使用舊姓。原本的洸一樣都是很温柔的人，會讓人想到他們家的男人骨子裏都是很温柔的人。因其母親病重時 心情壓抑無力面對,正逢職業起步於是把母親託付給上初中的洸.也算是間接造成了洸對母親去世的心理陰影,一直自責.為人善良熱情十分大大咧咧,喜歡修子,但是介於老師的身份總是止步讓小湊君代勞.
結局沒有和修子在一起，田中老師把修子交給了小湊君，發現洸已經放下了過去的事，出國歷練了。.
成海唯
生日8月7日，獅子座，B型，身高157cm，體重46kg
漫畫女配角，沒在動畫中出現過。是田中洸在中學時期的同學，很有心機的女人，和洸的身處的處境一樣，都是父母離婚。以如果洸拋棄了自己便會變成孤單一個人為藉口，從而得到同樣身處一個處境「父母離婚」洸的同情。
在漫畫的第19話末出現。
之後也有很多她的身影。雖然自己本人曾對洸説已經對他沒有感覺了但其實是想要繼續與洸保持聯繫。成海其實私下喜歡洸，並且也明白洸喜歡的人是雙葉，而吉岡雙葉也喜歡洸。不過她卻讓雙葉和洸相互產生誤會，讓雙葉誤以為成海與洸在交往。

## 出版書籍

### 漫畫
| 卷數 | 集英社         | 集英社                                        | 東立出版社    | 東立出版社             |
| 卷數 | 發售日期       | ISBN                                          | 發售日期      | ISBN                   |
| ---- | -------------- | --------------------------------------------- | ------------- | ---------------------- |
| 1    | 2011年4月13日  | ISBN 978-4-08-846647-7                        | 2013年1月16日 | ISBN 978-986-317-572-8 |
| 2    | 2011年8月25日  | ISBN 978-4-08-846690-3                        | 2013年4月17日 | ISBN 978-986-317-573-5 |
| 3    | 2011年12月22日 | ISBN 978-4-08-846731-3                        | 2013年5月23日 | ISBN 978-986-317-574-2 |
| 4    | 2012年4月13日  | ISBN 978-4-08-846759-7                        | 2013年6月24日 | ISBN 978-986-317-575-9 |
| 5    | 2012年8月24日  | ISBN 978-4-08-846818-1                        | 2013年7月22日 | ISBN 978-986-317-873-6 |
| 6    | 2012年12月25日 | ISBN 978-4-08-846869-3                        | 2014年2月20日 | ISBN 978-986-324-573-5 |
| 7    | 2013年4月25日  | ISBN 978-4-08-845028-5                        | 2014年6月10日 | ISBN 978-986-332-677-9 |
| 8    | 2013年8月23日  | ISBN 978-4-08-845085-8                        | 2014年11月6日 | ISBN 978-986-337-202-8 |
| 9    | 2014年1月10日  | ISBN 978-4-08-845151-0                        | 2015年7月16日 | ISBN 978-986-348-539-1 |
| 10   | 2014年5月23日  | ISBN 978-4-08-845211-1 ISBN 978-4-08-908208-9 | 2015年8月18日 | ISBN 978-986-365-154-3 |
| 11   | 2014年8月25日  | ISBN 978-4-08-845256-2 ISBN 978-4-08-908214-0 | 2015年12月3日 | ISBN 978-986-365-706-4 |
| 12   | 2014年12月12日 | ISBN 978-4-08-845314-9 ISBN 978-4-08-908235-5 | 2016年1月5日  | ISBN 978-986-382-449-7 |
| 13   | 2015年5月25日  | ISBN 978-4-08-845389-7                        | 2016年3月28日 | ISBN 978-986-431-515-4 |

### 小說
| 卷數 | 集英社         | 集英社                 |
| 卷數 | 發售日期       | ISBN                   |
| ---- | -------------- | ---------------------- |
| 1    | 2011年12月27日 | ISBN 978-4-08-601602-5 |
| 2    | 2012年8月1日   | ISBN 978-4-08-601660-5 |
| 3    | 2013年3月1日   | ISBN 978-4-08-601712-1 |
| 4    | 2013年12月27日 | ISBN 978-4-08-601782-4 |
| 5    | 2014年11月29日 | ISBN 978-4-08-601841-8 |
| 6    | 2015年6月2日   | ISBN 978-4-08-601864-7 |

## 電視動畫
2014年7月至9月，分別於東京都會電視台（TOKYO MX）、MBS 電視臺、日本BS放送（BS11）開始播放。

### 製作人員
- 原作 - 咲坂伊緒（集英社「別冊Margaret」連載）
- 監督 - 吉村愛
- 系列構成 - 金春智子
- 劇本 - 金春智子、山田由香、平見瞠
- 人物設定 - 井川麗奈
- 總作畫監督 - 井川麗奈、立川聖治
- 小物設定 - 久原陽子
- 美術監督 - 金子雄司
- 美術設定 - 豬瀨由紀江
- 色彩設計 - 廣瀨泉
- 攝影監督 - 松本幸子
- CG導演 - 磯部兼士
- 編輯 - 濱宇津妙子
- 音響監督 - 長崎行男
- 音樂 - 堤博明、大嵜慶子、橋本翔太
- 音樂製作 - TOHO animation RECORDS
- 音樂製作人 - 三上政高
- 音樂導演 - 小林健樹
- 主製作人 - 古澤佳寬、藤田雅規、足立聰史
- 製片人 - 武井克弘、興野裕之、清水紀衣、大和田智之、丸山博雄
- 執行製作人 - 柳村努、金子敏明、金庭已壽惠、小岐須泰世
- 動畫製作人 - 黑木類
- 動畫製作 - Production I.G
- 製作 - 動畫「閃爍的青春」製作委員會（東寶、集英社、日本索尼音樂娛樂、Animatic、Production I.G、日本BS11、Sony PCL、每日放送、Movic、博報堂DY Media Partners）

### 主題曲
片頭曲
作詞、作曲、編曲：HoneyWorks，主唱：CHiCO with HoneyWorks
第1話未使用。
片尾曲
作詞、作曲：山內總一郎，編曲、主唱：Fujifabric
插曲「I will」（第1話、第2話、第6話、第8話、第12話）
作詞、作曲、編曲：Chelsy、小林章太郎、近藤久，主唱：Chelsy

### 各話列表
| 話數            | 劇本     | 分鏡     | 演出                        | 作畫監督                                                          |
| --------------- | -------- | -------- | --------------------------- | ----------------------------------------------------------------- |
| PAGE.1          | 金春智子 | 吉村愛   | 吉村愛                      | 井川麗奈                                                          |
| PAGE.2          | 金春智子 | 市橋佳之 | 市橋佳之                    | 立川聖治                                                          |
| PAGE.3          | 金春智子 | 工藤利春 | 工藤利春                    | 宮崎瞳、藤城香菜                                                  |
| PAGE.4          | 金春智子 | 鈴木孝聰 | 鈴木孝聰                    | 萩原祥子、今野幸一                                                |
| PAGE.5          | 金春智子 | 福富博   | 高橋英俊                    | 杉藤早百合、森田實                                                |
| PAGE.6          | 金春智子 | 綿田慎也 | 綿田慎也                    | 藤城香奈、宮崎瞳、中山智世 井川麗奈、立川聖治                     |
| PAGE.7          | 平見瞠   | 宮下新平 | 宮下新平、鈴木孝聰 堂山卓見 | 井川麗奈、飯山菜保子、中山知世 針場裕子、久原陽子                 |
| PAGE.8          | 金春智子 | 市橋佳之 | 市橋佳之                    | 黃瀨和哉、立川聖治                                                |
| PAGE.9          | 平見瞠   | 工藤利春 | 工藤利春                    | 井川麗奈、立川聖治、宮崎瞳 藤城香奈、中山知世、久原陽子           |
| PAGE.10         | 山田由香 | 藤原弘樹 | 鈴木孝聰                    | 今野幸一、渡邊真由美、中村純子                                    |
| PAGE.11         | 金春智子 | 福富博   | 河村智之                    | 藤原宏樹、針場裕子、立川聖治、飯山菜保子                          |
| PAGE.12         | 金春智子 | 藤田陽一 | 吉村愛                      | 井川麗奈、藤城香奈、宮崎瞳 黃瀨和哉、中山知世、久原陽子、角谷知美 |
| PAGE.13 （OAD） | 平見瞠   | 田頭忍   | 吉村愛、市橋佳之            | 井川麗奈、立川聖治、藤城香奈 飯山菜保子、久原陽子                 |

### 播放電視台
日本深夜動畫：下文記載的日本国内播放時間使用日本標準時間（UTC+9）表示。因為部分時間标识會採用30小时制，因此請留意这类超过24:00的时间，其實際播放時間為翌日清晨。
| 播放地區   | 播放電視台   | 播放日期               | 播放時間（UTC+9）         | 所屬聯播網 | 備註           |
| ---------- | ------------ | ---------------------- | ------------------------- | ---------- | -------------- |
| 東京都     | TOKYO MX     | 2014年7月7日－9月22日  | 星期一 24時00分－24時30分 | 獨立UHF局  | 『E!TV』節目   |
| 近畿廣域圈 | 每日放送     | 2014年7月7日－9月22日  | 星期一 26時35分－27時05分 | 日本新聞網 |                |
| 日本全國   | BS11         | 2014年7月8日－9月23日  | 星期二 24時30分－25時00分 | 衛星電視   | 『ANIME+』節目 |
| 日本全國   | GyaO!        | 2014年7月8日－9月23日  | 星期二 25時00分 更新      | 網路電視   |                |
| 日本全國   | NICONICO頻道 | 2014年7月15日－9月30日 | 星期二 24時00分 更新      | 網路電視   |                |
| 日本全國   | NICONICO直播 | 2014年7月16日－10月1日 | 星期三 22時30分－23時00分 | 網路電視   |                |
| 富山縣     | 鬱金香電視台 | 2014年7月19日－10月4日 | 星期六 25時53分－26時23分 | 日本新聞網 |                |

| 日本 每日放送 星期一 26:35－27:05 節目 | 日本 每日放送 星期一 26:35－27:05 節目 | 日本 每日放送 星期一 26:35－27:05 節目 |
| -------------------------------------- | -------------------------------------- | -------------------------------------- |
|                                        | 閃爍的青春 （2014年7月7日－9月22日）   |                                        |
| 一週的朋友                             | 購物節目                               |                                        |

| 日本 BS11 ANIME+ 星期二 24:30－25:00 節目 | 日本 BS11 ANIME+ 星期二 24:30－25:00 節目                                      | 日本 BS11 ANIME+ 星期二 24:30－25:00 節目 |
| ----------------------------------------- | ------------------------------------------------------------------------------ | ----------------------------------------- |
|                                           | 閃爍的青春 （2014年7月8日－9月23日）                                           |                                           |
| 破刃之劍                                  | BUDDY COMPLEX 完結篇 ―回到那片天空的未來―（前篇） （2014年9月30日） 天體運行式 |                                           |

### BD / DVD
| 卷 | 發售日         | 收錄話         | 規格編號   | 規格編號   |
| 卷 | 發售日         | 收錄話         | BD         | DVD        |
| -- | -------------- | -------------- | ---------- | ---------- |
| 1  | 2014年9月17日  | 第1話－第2話   | TBR-24551D | TDV-24561D |
| 2  | 2014年10月15日 | 第3話－第4話   | TBR-24552D | TDV-24562D |
| 3  | 2014年11月19日 | 第5話－第6話   | TBR-24553D | TDV-24563D |
| 4  | 2014年12月17日 | 第7話－第8話   | TBR-24554D | TDV-24564D |
| 5  | 2015年1月21日  | 第9話－第10話  | TBR-24555D | TDV-24565D |
| 6  | 2015年2月18日  | 第11話－第12話 | TBR-24556D | TDV-24566D |

## 電影
2014年12月13號於日本上映。

### 演員
- 吉岡雙葉 - 本田翼（中學時代：田爪愛里）
- 馬淵洸 - 東出昌大（中學時代：板垣瑞生）
- 村尾修子 - 新川優愛
- 小湊亞耶 - 吉澤亮
- 槙田悠里 - 藤本泉
- 菊池冬馬 - 千葉雄大
- 成海唯 - 高畑充希（中學時代：柴田杏花）
- 田中陽一 - 小柳友
- 馬淵橙子 - 岡江久美子

### 製作人員
- 原作 - 咲坂伊緒『閃爍的青春』（集英社）
- 導演 - 三木孝浩
- 劇本 - 吉田智子
- 音樂 - 林友樹
- 製作 - 市川南、岩田天植、渡辺直樹、弓矢政法、吉川英作、高橋誠、宮本直子
- 執行製作人 - 山内章弘
- 企劃製作 - 臼井央、春名慶
- 製作人 - 川名尚廣、大西孝幸
- 監製統括 - 佐藤毅
- 攝影 - 山田康介
- 美術 - 花谷秀文
- 錄音 - 豐田真一
- 照明 - 川邊隆之
- 編輯 - 坂東直哉
- 助理導演 - 府川亮介
- 責任製作 - 藤原恵美子
- 發行 - 東寶
- 製作 - 電影「閃爍的青春」製作委員會（東寶、博報堂DY Media Partners、集英社、JR東日本企劃、日本出版販售、KDDI、GyaO!）

### 主題曲
- 生物股長

## 電視劇

### 演員列表
- 吉岡雙葉：出口夏希[2]
- 馬渕洸：櫻井海音[2]
- 成海唯：藤吉夏鈴[8]
- 村尾修子：志田彩良[8]
- 槙田悠里：莉子[8]
- 小湊亞耶：新原泰佑[8]
- 内宮晴彥：宮里ソル（円神）[8]
- 仁藤明日美：工藤美櫻[9]
- 馬渕燈：堀内敬子[9]
- 長谷部俊夫：野間口徹[9]
- 黑田隆教：神保悟志[9]
- 梶原義正：板尾創路[9]
- 兒玉雄大：渡邊圭祐[9]
- 一條薰：比嘉愛未[9]
- 菊池冬馬：曾田陵介[8]
- 田中陽一：兼近大樹（EXIT）[8]

### 製作團隊
- 原作：咲坂伊緒『閃爍的青春』（集英社瑪格麗特漫畫刊）
- 編劇：桑村沙也香
- 配樂：横山克
- 主題曲：足立佳奈 feat.竹内唯人（SME Records）[10]
- 導演：木村真人、松田祐輔
- 製作人：小林祐介、橋本芙美、關本純一
- 制作：共同電視
- 製作著作：WOWOW

### 播放日程

#### Season 1
| 集數   | 播出日期        | 標題 | 導演     |
| ------ | --------------- | ---- | -------- |
| 第1話  | 2023年 09月22日 |      | 木村真人 |
| 第2話  | 09月29日        |      | 木村真人 |
| 第3話  | 10月06日        |      | 木村真人 |
| 第4話  | 10月13日        |      | 木村真人 |
| 第5話  | 10月20日        |      | 松田祐輔 |
| 第6話  | 10月27日        |      | 木村真人 |
| 第7話  | 11月03日        |      | 木村真人 |
| 最終話 | 11月10日        |      | 木村真人 |

#### Season 2
| 集數   | 播出日期       | 標題                                  | 導演     |
| ------ | -------------- | ------------------------------------- | -------- |
| 第1話  | 2024年 1月19日 |                                       | 木村真人 |
| 第2話  | 1月26日        |                                       | 木村真人 |
| 第3話  | 2月02日        |                                       |          |
| 第4話  | 2月09日        |                                       |          |
| 第5話  | 2月16日        | 「決別」ずっと洸ちゃんが好きやった―。 |          |
| 最終話 | 2月23日        | 「最愛」急に降ってきたよね―。         |          |

## 外部連結
- 閃爍的青春 咲坂伊緒（日語）
- 電視動畫『閃爍的青春』官方網站 （页面存档备份，存于）（日語）
- 電視動畫『閃爍的青春』的X（前Twitter）（日語）
- 電影『閃爍的青春』官方網站（日語）
- 閃爍的青春的Facebook專頁（日語）
- 電視劇『閃爍的青春』官方網站（日語）
- 電視劇『閃爍的青春2』官方網站（日語）